# 33-listan
33-listan är en årlig lista över 33 framstående unga innovationsföretag i Sverige, som tas fram av redaktionerna på tidningarna Affärsvärlden och Ny Teknik. Listan omfattar huvudsakligen uppstartsbolag och publicerades första gången 2008. Idén till listan kom från de listor över uppstartsbolag som den amerikanska magasinet Red Herring publicerade, efter att en reporter på Ny Teknik hade arbetat där under våren 2007.
Företagen på listan får vara maximalt sju år gamla och måste bygga sin verksamhet på en teknisk innovation. Företagen måste vara baserade i Sverige och får inte vara noterade på någon handelsplats. Ett företag kan vara med högst tre gånger på den årliga 33-listan. Redaktionerna tar hjälp av nomineringar från sina läsare för att hitta företagen till listan. De första åren fick företag som utvecklade nya läkemedel ej vara med på listan.
Utöver att företagen som sammanställs i 33-listan publiceras Affärsvärlden och Ny Teknik, så genomförs även sedan år 2011 en turné genom Sverige där deltagare från 33-listan får möjlighet att introduceras för innovatörer.

## Uppföljning av företagen på listan
I början av 2017 konstaterades att 190 företag dittills hade varit med på listan, varav 26 varit med de maximalt tillåtna tre gångerna. 19 av företagen hade då köpts upp, fem hade gått i konkurs, fem hade lagts ner och 161 fanns fortsatt kvar.

## Bolag på listan

### 2008
Följande bolag fanns på 2008 års version av listan, den första som publicerades.
- AMT (Advanced Multimedia Technology), Karlshamn
- Arontis Solar Concentrator, Härnösand
- Arterion, Göteborg
- Avalanche Studios, Stockholm
- Cellartis, Göteborg
- Cellectricon, Göteborg
- Chromogenics, Uppsala
- Climatewell, Stockholm
- Cogmed, Stockholm
- Diamorph, Stockholm
- Edgeware, Stockholm
- Midsummer, Järfälla
- Millicore, Stockholm
- Mitrionics, Lund
- Modpro, Uppsala
- Nanoradio, Stockholm
- Olink, Uppsala
- Packetfront, Kista
- Polar Rose, Malmö
- Qunano, Lund
- Seabased, Uppsala
- Soottech, Göteborg
- Syntune, Stockholm
- Tail-f, Stockholm
- The Astonishing Tribe (TAT), Malmö
- Telepo, Stockholm
- Tobii, Stockholm
- Tracab, Stockholm
- Transic, Stockholm
- Upzide Labs, Luleå
- Xcerion, Linköping
- Xylophane, Göteborg
- Ångström Aerospace (AAC), Uppsala

### 2009
Följande bolag fanns på 2009 års version av listan.
- Absolicon (tidigare Arontis), Härnösand
- Agency9, Luleå
- Animech Technologies, Uppsala
- Applied Nano Surfaces (ANS), Uppsala
- Attana, Stockholm
- Bioprocess Control, Lund
- Chromogenics, Uppsala (andra gången på listan)
- Diamorph, Stockholm (andra gången på listan)
- Edgeware, Stockholm (andra gången på listan)
- El-Forest, Örnsköldsvik
- GLO, Lund
- Keybroker, Stockholm
- Micropos Medical, Göteborg
- Midsummer, Järfälla (andra gången på listan)
- Nanoradio, Stockholm (andra gången på listan)
- Nolabs, Helsingborg
- Olink, Uppsala (andra gången på listan)
- Peerialism, Stockholm
- Scandidos, Uppsala
- Sensodetect, Lund
- Sp Devices, Linköping
- Spotify, Stockholm och London
- TAT (The Astonishing Tribe), Malmö (andra gången på listan)
- Telepo, Stockholm (andra gången på listan)
- Tracab, Stockholm (andra gången på listan)
- Transic, Stockholm (andra gången på listan)
- Twingly, Linköping (andra gången på listan)
- Vertical Wind, Uppsala
- Videoplaza, Stockhom
- Visiarc, Stockhom
- Xylophane, Göteborg (andra gången på listan)
- Yubico, Stockholm
- ÅAC (Ångström Aerospace), Uppsala (andra gången på listan)

### 2010
Följande bolag fanns på 2010 års version av listan.
- Accedo Broadband, Stockholm
- Accumulate, Stockholm
- Applied Nano Surfaces (ANS), Uppsala (andra gången på listan)
- Bioprocess Control, Lund (andra gången på listan)
- C3 Technologies, Linköping
- Denator, Göteborg
- Diabetes Tools,  Stockholm
- Edgeware, Stockholm (andra gången på listan)
- Flatfrog Laboratories, Lund
- GLO, Lund
- Irnova, Kista
- Keybroker, Stockholm (andra gången på listan)
- Lumenradio, Göteborg (andra gången på listan)
- Lumina Adhesives, Göteborg
- Mantex, Stockholm
- Midsummer, Järfälla (tredje gången på listan)
- Nanologica, Stockholm
- Nanoradio, Stockholm (tredje gången på listan)
- Netclean, Göteborg
- Nexam Chemical, Lund
- Olink, Uppsala (tredje gången på listan)
- Peerialism, Stockholm (andra gången på listan)
- Rolling Optics, Stockholm
- Sp Devices, Linköping (andra gången på listan)
- Spotify, Stockholm och London (andra gången på listan)
- Synthetic MR, Linköping
- Telepo, Stockholm (tredje gången på listan)
- Tracab, Stockholm (tredje gången på listan)
- Twingly, Linköping
- Xbrane Bioscience, Stockholm
- Xylophane, Göteborg (tredje gången på listan)
- Yubico, Stockholm (andra gången på listan)
- ÅAC (Ångström Aerospace), Uppsala (tredje gången på listan)

### 2011
Följande bolag fanns på 2011 års version av listan.
- Accumulate, Stockholm (andra gången på listan)
- Actiwave, Linköping
- Algoryx Simulations, Umeå
- Atlas Antibodies, Stockholm
- Applied Nano Surfaces (ANS), Uppsala (tredje gången på listan)
- Bambuser, Stockholm
- Biolamina, Stockholm
- C3 Technologies, Linköping (andra gången på listan)
- Coresonic, Linköping
- Flatfrog Laboratories, Lund (andra gången på listan)
- GLO, Lund
- Hövding, Malmö
- Keybroker, Stockholm (tredje gången på listan)
- Lumenradio, Göteborg
- Magnetic Components (Magcomp), Eslöv
- Malvacom, Ronneby
- Mantex, Stockholm (andra gången på listan)
- Mindmancer, Göteborg
- Mosync, Stockholm
- Nanologica, Stockholm (andra gången på listan)
- Neo Technology, Malmö
- Nexam Chemical, Lund
- Promimic, Göteborg
- Redsense Medical, Halmstad
- Rolling Optics, Stockholm (andra gången på listan)
- Saplo, Malmö
- Scandinavian Energy Efficiency (SEEC), Stockholm
- Solarus, Norrtälje
- Spotify, Stockholm och London (tredje gången på listan)
- Synthetic MR, Linköping (andra gången på listan)
- Voddler, Stockholm
- Xbrane Bioscience, Stockholm (andra gången på listan)
- Yubico, Stockholm (tredje gången på listan)

### 2012
Följande bolag fanns på 2012 års version av listan.
- Absilion, Luleå
- Accumulate, Stockholm (tredje gången på listan)
- Actiwave, Linköping (andra gången på listan)
- Agricam, Linköping
- Algoryx Simulations, Umeå (andra gången på listan)
- Atlas Antibodies, Stockholm (andra gången på listan)
- Bambuser, Stockholm (andra gången på listan)
- Biolamina, Stockholm (andra gången på listan)
- Doremir, Stockholm
- Flatfrog Laboratories, Lund (tredje gången på listan)
- Graphensic, Linköping
- Heliospectra, Göteborg
- iZettle, Stockholm
- Malvacom, Ronneby (andra gången på listan)
- Maxtruck, Östersund
- Mojang, Stockholm
- Neo Technology, Malmö (andra gången på listan)
- Organoclick, Stockholm
- Peepoople, Stockholm
- Protaurius, Göteborg
- Q-Linea, Uppsala
- Recorded Future, Boston och Göteborg
- Rolling Optics, Stockholm (tredje gången på listan)
- Saplo, Malmö (andra gången på listan)
- Scint-X, Stockholm
- Scandinavian Energy Efficiency (SEEC), Stockholm (andra gången på listan)
- Sensabues, Stockholm
- Spiber Technologies, Uppsala
- Severalnines, Stockholm
- Tomologic, Stockholm
- Voddler, Stockholm (andra gången på listan)
- Wrapp, Stockholm
- Zaplox, Lund

### 2013
Följande bolag fanns på 2013 års version av listan.
- Actiwave, Linköping (tredje gången på listan)
- Anolytech, Ystad
- Ascatron, Kista
- Atlas Antibodies, Stockholm (tredje gången på listan)
- Biolamina, Stockholm (tredje gången på listan)
- Biovica, Uppsala
- Doremir, Stockholm (andra gången på listan)
- Excillum, Stockholm
- Findity, Ludvika
- Gavagai, Stockholm
- iZettle, Stockholm (andra gången på listan)
- Limes Audio, Umeå
- Memoto, Linköping
- Minesto, Göteborg
- Mojang, Stockholm (andra gången på listan)
- NComVA, Norrköping
- Neo Technology, Malmö (tredje gången på listan)
- Netrounds, Luleå
- Optisort, Göteborg
- Organoclick, Stockholm (andra gången på listan)
- Peepoople, Stockholm (andra gången på listan)
- Q-Linea, Uppsala (andra gången på listan)
- Recorded Future, Boston och Göteborg (andra gången på listan)
- Sol Voltaics, Lund
- Teenage Engineering, Stockholm
- Thingsquare, Stockholm
- Tictail, Stockholm
- Tomologic, Stockholm (andra gången på listan)
- Trialbee, Lund
- True Software Scandinavia (Truecaller), Stockholm
- Widespace, Stockholm
- Wrapp, Stockholm (andra gången på listan)
- Zaplox, Lund (andra gången på listan)

### 2014
Följande bolag fanns på 2014 års version av listan.
- Advanced MR Analytics (Amra), Linköping
- Anolytech, Ystad (andra gången på listan)
- Arccore, Göteborg
- Avidicare, Lund
- Burt, Göteborg
- Disruptive Materials, Uppsala
- Excillum, Stockholm (andra gången på listan)
- Exeger, Stockholm
- Findity, Ludvika (andra gången på listan)
- Flightradar 24, Stockholm
- Gavagai, Stockholm (andra gången på listan)
- Intuitive Aerial, Linköping
- iZettle, Stockholm (tredje gången på listan)
- Limes Audio, Umeå (andra gången på listan)
- Mapillary, Malmö
- Now Interact, Stockholm
- Optistring, Stockholm
- OssDsign, Uppsala
- Q-Linea, Uppsala (tredje gången på listan)
- Reformtech, Stockholm
- Schemagi, Linköping
- SenionLab, Linköping
- Sensic, Stockholm
- Simris Alg, Simrishamn
- Sol Voltaics, Lund (andra gången på listan)
- Tajitsu Industries, Göteborg
- Teenage Engineering, Stockholm (andra gången på listan)
- Thingsquare, Stockholm (andra gången på listan)
- Tictail, Stockholm (andra gången på listan)
- Trialbee, Lund (andra gången på listan)
- True Software Scandinavia (Truecaller), Stockholm (andra gången på listan)
- Volumental, Stockholm
- XM Reality, Linköping

### 2015
Följande bolag fanns på 2015 års version av listan.
- Amra (Advanced MR Analytics), Linköping (andra gången på listan)
- Appland, Göteborg
- Automile, Stockholm
- Calejo, Sundsvall
- Chargestorm, Norrköping
- Climeon, Stockholm
- Combain, Lund
- Disruptive Materials, Uppsala (andra gången på listan)
- Epidemic Sound, Stockholm
- Exeger, Stockholm (andra gången på listan)
- Flexqube, Göteborg
- Flightradar 24, Stockholm (andra gången på listan)
- Goo Techonologies, Stockholm
- Gynius, Stockholm
- Ifoodbag, Stockholm
- Infrasight Labs, Malmö
- Innotel, Göteborg
- Mapillary, Malmö (andra gången på listan)
- Metasphere, Luleå
- Orbital Systems, Malmö
- SenionLab, Linköping (andra gången på listan)
- Senzagen, Lund
- Shortcut Labs, Stockholm
- Simris Alg, Simrishamn (andra gången på listan)
- Sinch, Stockholm
- Speedment, Göteborg
- Swedish Steel Yachts, Gävle
- Syndigate, Umeå
- Thingsquare, Stockholm (tredje gången på listan)
- Tictail, Stockholm (tredje gången på listan)
- Truecaller (tidigare True Software Scandinavia), Stockholm (tredje gången på listan)
- Trustly, Stockholm
- Volumental, Stockholm (andra gången på listan)

### 2016
Följande bolag fanns på 2016 års version av listan.
- Acconeer, Lund
- Againity, Norrköping
- Airwatergreen, Uppsala
- Amra, Linköping (tredje gången på listan)
- Anima, Malmö
- Automile, Stockholm (andra gången på listan)
- Biocool, Skellefteå
- Bico Group, tidigare Cellink, Göteborg
- Climeon, Stockholm (andra gången på listan)
- Edvirt, Göteborg
- Facecover, Bro
- Flexqube, Göteborg (andra gången på listan)
- Foreseeti, Stockholm
- Greenbyte, Göteborg
- Gynius, Stockholm (andra gången på listan)
- H&D Wireless, Stockholm
- Ifoodbag, Stockholm (andra gången på listan)
- Imagimob, Stockholm
- Instabridge, Stockholm
- Mapillary, Malmö (tredje gången på listan)
- Nattaro Labs, Lund
- Orbital Systems, Malmö (andra gången på listan)
- Senzagen, Lund (andra gången på listan)
- Spiideo, Malmö
- Springworks, Stockholm
- Unibap, Uppsala
- Univrses, Stockholm
- Unomaly, Stockholm
- Visiba Group, Göteborg
- Wematter, Linköping
- Wememove, Stockholm
- Wittra, Stockholm
- Yanzi Networks, Stockholm

### 2017
Följande bolag fanns på 2017 års version av listan.
- 1928 Diagnostics, Göteborg
- Againity, Norrköping (andra gången på listan)
- Aifloo, Stockholm
- Anima, Malmö (andra gången på listan)
- Biocool, Skellefteå (andra gången på listan)
- Cbot, Linköping
- Cind, Jönköping
- Climeon, Stockholm (tredje gången på listan)
- Coala Life, Stockholm och Uppsala
- Cos Systems, Umeå
- Detectify, Stockholm
- Elastisys, Umeå
- Emaintenance 365, Luleå
- Epishine, Linköping
- Facecover, Bro (andra gången på listan)
- Fidesmo, Stockholm
- Foreseeti, Stockholm (andra gången på listan)
- Imagimob, Stockholm (andra gången på listan)
- Linkura, Linköping
- Luna LEC, Umeå
- Manomotion, Stockholm och Palo Alto
- Mevia, Göteborg
- Modcam, Malmö
- Optolexia, Stockholm
- Racefox, Stockholm
- Sensative, Lund
- Spectronic Medical, Helsingborg
- Springworks, Stockholm (andra gången på listan)
- Sustainalube, Luleå
- Swedspot, Trollhättan
- Unomaly, Stockholm (andra gången på listan)
- Visiba Care, Göteborg (andra gången på listan)
- Wittra, Stockholm (andra gången på listan)

### 2018
Följande bolag fanns på 2018 års version av listan.
- 1928 Diagnostics, Göteborg (andra gången på listan)
- 2D Fab, Sundsvall
- Baffin Bay Networks, Stockholm
- Cellevate, Lund
- Cind, Jönköping (andra gången på listan)
- Cognibotics, Lund
- Detectify, Stockholm
- Einride, Stockholm och Göteborg
- Emaintenance 365, Luleå (andra gången på listan)
- Enjay, Malmö
- Epishine, Linköping (andra gången på listan)
- Fidesmo, Stockholm (andra gången på listan)
- Furhat, Stockholm
- Gleechi, Stockholm
- Imagimob, Stockholm (tredje gången på listan)
- Invisense, Linköping
- Loop 54, Stockholm
- Minut, Malmö
- Opiflex Automation, Västerås
- PU Sensor, Linköping
- Quixel, Uppsala
- Racefox, Stockholm (andra gången på listan)
- Revibe Energy, Göteborg
- Sensative, Lund (andra gången på listan)
- Sigmastocks, Göteborg
- Signality, Linköping
- Spectronic Medical, Helsingborg (andra gången på listan)
- Swedish Algae Factory, Göteborg
- Velove Bikes, Göteborg
- Viscando, Göteborg
- Voysys, Norrköping
- Watty, Stockholm
- Zero Parallax, Åre

### 2019
Följande bolag fanns på 2019 års version av listan.
- 1928 Diagnostics, Göteborg (tredje gången på listan)
- 2D Fab, Sundsvall (andra gången på listan)
- Annotell, Göteborg
- Betterwealth, Malmö och London
- BLB Industries, Värnamo
- Cake, Stockholm
- Candela Speed Boat, Lidingö
- Cellevate, Lund (andra gången på listan)
- Chromaway, Stockholm
- Cognibotics, Lund (andra gången på listan)
- Einride, Stockholm och Göteborg (andra gången på listan)
- Epishine, Linköping (tredje gången på listan)
- Everdrone, Göteborg
- Fidesmo, Stockholm (tredje gången på listan)
- Fossid, Stockholm, Malmö, Bukarest och Tokyo
- Furhat, Stockholm (andra gången på listan)
- Gleechi, Stockholm (andra gången på listan)
- Graphmatech, Uppsala
- Invisense, Linköping (andra gången på listan)
- Mavenoid, Stockholm
- Monivent, Göteborg
- Myvox, Kista
- Natural Cycles, Stockholm, New York, London, Berlin och Genève
- Radinn, Malmö
- Revibe Energy, Göteborg (andra gången på listan)
- Sally R, Västerås
- Stravito, Stockholm
- Swedish Algae Factory, Göteborg (andra gången på listan)
- Swegan, Linköping
- Tendo, Lund
- Vultus, Lund
- Xenergic, Lund
- Zeropoint Technologies, Göteborg

### 2020
Följande bolag fanns med på 2020 års version av listan. 
- Agriopt
- Altris, Uppsala
- Annotell
- Aqua Robur Technologies
- Astrego
- Audiodo
- Cake
- Cartana
- Chromaway
- Cognibotics
- Corsmed
- Debricked, Malmö
- Drupps, Uppsala
- Einride, Göteborg
- Elypta
- Enginzyme
- Enjay
- Everdrone
- Freemelt
- Graphmatech, Uppsala (andra gången på listan)
- Invisense
- Magström
- Mavenoid
- Nordic Quick Systems
- Northvolt, Stockholm
- Optixmarine
- Peafowl Solar Power, Uppsala
- Scibreak
- Sentian AI
- Stravito
- Swegan
- Vultus
- Zeropoint Technologies

### 2021
Följande bolag fanns med på 2021 års version av listan. 
- Altris
- Annotell
- Aqua Robur
- Atley Solutions
- Beammwave
- Bright Day Graphene
- Cake (tredje gången på listan)
- Candela Speed Boat
- Chromaway (tredje gången på listan)
- Corsmed (andra gången på listan)
- Debricked, Malmö (andra gången på listan)
- Drupps, Uppsala
- Elonroad
- Enginzyme
- Evolar
- Gleechi (tredje gången på listan)
- Graphmatech, Uppsala (tredje gången på listan)
- Heart Aerospace
- Imogo
- Indicio Technologies
- Indivd
- Intuicell
- Manomotion
- Mimbly
- Modvion
- Nordic Quick Systems (andra gången på listan)
- Northvolt, Stockholm (andra gången på listan)
- Sally R
- Scaleout Systems
- Stravito (tredje gången på listan)
- Stream Analyze Sweden
- Tangar Technologies
- Zeropoint Technologies (tredje gången på listan)

### 2022
Följande bolag fanns med på 2022 års version av listan. 
- Airforestry
- Algo DX
- Altris (tredje gången på listan)
- Alixlabs
- Argus Eye
- Audiodo (andra gången på listan)
- Avassa
- Brinja
- Corsmed (tredje gången på listan)
- Elypta (andra gången på listan)
- Everdrone (tredje gången på listan)
- Grafren
- Greeniron
- Heart Aerospace (andra gången på listan)
- Hypex Bio
- Imogo (andra gången på listan)
- Indicio Technologies (andra gången på listan)
- Indivd (andra gången på listan)
- Ipercept Technology
- Lundoch Diagnostics
- Mavenoid (tredje gången på listan)
- Mimbly (andra gången på listan)
- Modvion (andra gången på listan)
- Nitrocapt
- Nordamps
- Peafowl Plasmonics
- Percy Roc
- Qoitech
- Sally R (tredje gången på listan)
- Stilride
- Stratipath
- Validio
- Wavr

### Bolag som varit med tre gånger
Bolag får maximalt vara med tre gånger på listan. De som varit med tre gånger kallas ibland "guldbolag". Följande bolag har uppnått denna status.
- 1928 Diagnostics (2017, 2018, 2019)
- Accumulate (2010, 2011, 2012)
- Actiwave (2011, 2012, 2013)
- Altris (2020, 2021, 2022)
- Amra (2014, 2015, 2016)
- Applied Nano Surfaces (ANS) (2009, 2010, 2011)
- Atlas Antibodies (2011, 2012, 2013)
- Biolamina (2011, 2012, 2013)
- Climeon (2015, 2016, 2017)
- Cognibotics (2018, 2019, 2020)
- Corsmed (2020, 2021, 2022)
- Edgeware (2008, 2009, 2010)
- Einride (2018, 2019, 2020)
- Epishine (2017, 2018, 2019)
- Everdrone (2020, 2021, 2022)
- Fidesmo (2017, 2018, 2019)
- Flatfrog Laboratories (2010, 2011, 2012)
- GLO (2009, 2010, 2011)
- Graphmatech (2019, 2020, 2021)
- Imagimob (2016, 2017, 2018)
- Invisense (2018, 2019, 2020)
- iZettle (2012, 2013, 2014)
- Keybroker (2009, 2010, 2011)
- Mavenoid (2020, 2021, 2022)
- Mapillary (2014, 2015, 2016)
- Midsummer (2008, 2009, 2010)
- Modvion (2021, 2022, 2023)
- Nanoradio (2008, 2009, 2010)
- Olink (2008, 2009, 2010)
- Q-Linea (2012, 2013, 2014)
- Rolling Optics (2010, 2011, 2012)
- Sally R (2020, 2021, 2022)
- Spotify (2009, 2010, 2011)
- Stravito (2019, 2020, 2021)
- Thingsquare (2013, 2014, 2015)
- Telepo (2008, 2009, 2010)
- Tictail (2013, 2014, 2015)
- Tracab (2008, 2009, 2010)
- Truecaller (tidigare True Software Scandinavia) (2013, 2014, 2015)
- Xylophane (2008, 2009, 2010)
- Yubico (2008, 2009, 2010)
- Ångström Aerospace (AAC) (2008, 2009, 2010)